# Staurophora falklandica
Staurophora falklandica är en nässeldjursart som beskrevs av Browne 1907. Staurophora falklandica ingår i släktet Staurophora och familjen Laodiceidae. Inga underarter finns listade i Catalogue of Life.